# 紀元前244年
紀元前244年（きげんぜん244ねん）は、ローマ暦の年である。
当時は、「アウルス・マンリウス・トルクァトゥス・アッティクスとガイウス・センプロニウス・ブラエススが共和政ローマ執政官に就任した年」として知られていた（もしくは、それほど使われてはいないが、ローマ建国紀元510年）。紀年法として西暦（キリスト紀元）がヨーロッパで広く普及した中世時代初期以降、この年は紀元前244年と表記されるのが一般的となった。

## 他の紀年法
- 干支 : 丁巳
- 日本
  - 皇紀417年
  - 孝霊天皇47年
- 中国
  - 秦 - 始皇3年
  - 楚 - 考烈王19年
  - 斉 - 斉王建21年
  - 燕 - 燕王喜11年
  - 趙 - 悼襄王元年
  - 魏 - 安釐王33年
  - 韓 - 桓恵王29年
- 朝鮮 :
- ベトナム :
- 仏滅紀元 : 303年
- ユダヤ暦 :

## できごと

### エジプト
- アギス4世が父エウダミデス2世の後を継いでスパルタ王になった。
- アカイア同盟がエジプトのプトレマイオス3世を支持し、セレウコス2世が黒海の2つの同盟国を助けると、小アジアとエーゲ海で起きた戦争が激しさを増した。プトレマイオス3世の軍勢はバクトリアやインド国境に到達し、セレウコス朝を攻撃した。
- アンティゴノス2世はアンドロスでエジプト軍を破り、エーゲ海の覇権を維持した。

### カルタゴ
- ハミルカル・バルカは、軍勢をエリュクスに転換し、隣町のドレーパノンで包囲された守備隊を助けた。

### 中国
- 秦で大飢饉があった。
- 秦の蒙驁が韓を攻撃し、13城を奪った。
- 趙の李牧が将軍として燕を攻撃し、武遂・方城を奪った。
- 秦の蒙驁が魏の畼と有詭を攻撃した。

## 死去
- エウダミデス2世:スパルタ王
- 王齮:秦の将軍